# Портрет Иосифа Николаевича Галатте
«Портрет Иосифа Николаевича Галатте» — картина Джорджа Доу и его мастерской из Военной галереи Зимнего дворца.
Картина представляет собой погрудный портрет генерал-майора Иосифа Николаевича Галатте из состава Военной галереи Зимнего дворца.
С начала Отечественной войны 1812 года полковник граф Галатте состоял в Финляндском корпусе и сражался против маршала Макдональда в прибалтийских губерниях и Белоруссии, за боевые отличия произведён в генерал-майоры. Во время Заграничного похода 1813 года отличился в Битве народов под Лейпцигом.
Изображён в генеральском мундире, введённом для кавалерийских генералов 6 апреля 1814 года, на плечи наброшена шинель. Слева на груди звезда ордена Св. Анны 1-й степени; на шее кресты орденов Св. Владимира 3-й степени и сардинского Св. Маврикия и Лазаря; по борту мундира крест австрийского ордена Леопольда; справа на груди крест ордена Св. Георгия 4-го класса, серебряная медаль «В память Отечественной войны 1812 года» на Андреевской ленте, кресты ордена Св. Иоанна Иерусалимского и шведского Военного ордена Меча. С тыльной стороны картины надпись: Galatté. Подпись на раме с ошибкой в титуле (правильно — граф) и грамматической ошибкой в фамилии: Князь I. Н. Галате, Генералъ Маiоръ.
7 августа 1820 года Комитетом Главного штаба по аттестации граф Галатте был включён в список «генералов, о которых Комитет не решается делать заключения, так как они находятся в иностранной службе» (Галатте в 1816 году вышел в отставку и уехал на родину в Пьемонт). 3 июля 1821 года император Александр I приказал написать его портрет. Гонорар Доу был выплачен 1 июля 1822 года. Готовый портрет был принят в Эрмитаж 7 сентября 1825 года. Приезжал ли сам Галатте в Санкт-Петербург для позирования художнику или существовал его портрет-прототип — не установлено.